# Papežský legát

Znak Svatého stolce

Papežský legát či též apoštolský legát je vyslanec a reprezentant Svatého stolce s církevním či diplomatickým posláním zmocněný k zastupování papeže a k jednání jeho jménem jako osobní reprezentant.
Legáta ustanovuje přímo papež, když je poslán k vládě státu nebo k zasedání koncilu.

## Charakteristika
Výraz legát je odvozen od římského titulu legatus (lat. „[z moci úřadu] vyslanec“). Ve středověku papežští legáti hájili u královských dvorů zájmy papeže a měli také pravomoc exkomunikovat či rozhodovat o organizačních záležitostech uvnitř církve (např. zřizovat biskupství a arcibiskupství apod.). Přímý zmocněnec papeže je označován jako legatus a latere.

## Historie

Předloha znaku pro salcburského arcibiskupa se znakem hodnosti a červenou barvou jako privilegium pro přirozeného legáta

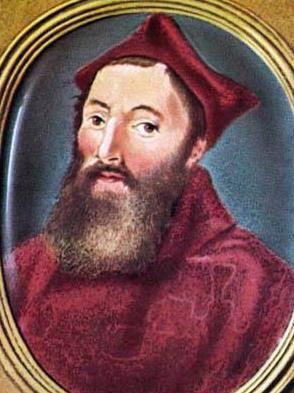
Kardinál Marino Grimani (1489–1546), apoštolský legát v provincii Perugia a Umbrie

Římští biskupové se od 4. století nechávali zastupovat apoštolským legátem nebo vyslancem se zvláštním pověřením při místních a všeobecných koncilech, jako např. v roce 314 na koncilu v Arles. Mezi 4. až 8. stoletím papežové delegovali stálé legáty, jednoho tzv. apokrisiáře, při císařském dvoře v Konstantinopoli.
Občas byl ustanoven legát také při ravennském exarchátu, jenž měl zastupovat církevní a státní zájmy. V částech raně novověkého církevního státu byli dosazováni legáti také jako místodržící papežské moci, pokud dané území části státu nebyly uděleny jako léno. Nejznámějšími příklady někdejších papežských legací jsou Bologna, Ferrara a Ravenna, které byly již v dobách Pipinova darování v legitimním držení Říma.
Kromě diplomatických legátů byli jmenováni také apoštolští vikáři, kteří vykonávali správu ve zvláštních církevních provinciích s výjimečným papežským zplnomocněním. Z těch se později vyvinula funkce primase, jenž stál v hierarchii hned za patriarchou. Další důležitou roli hráli misijní legáti, kteří byli určeni pro konkrétní zemi se zcela konkrétním pověřením. V tomto ohledu byli významní Augustin z Canterbury pro Anglosasko a Bonifatius pro Germánii.

## Historické legátské úřady

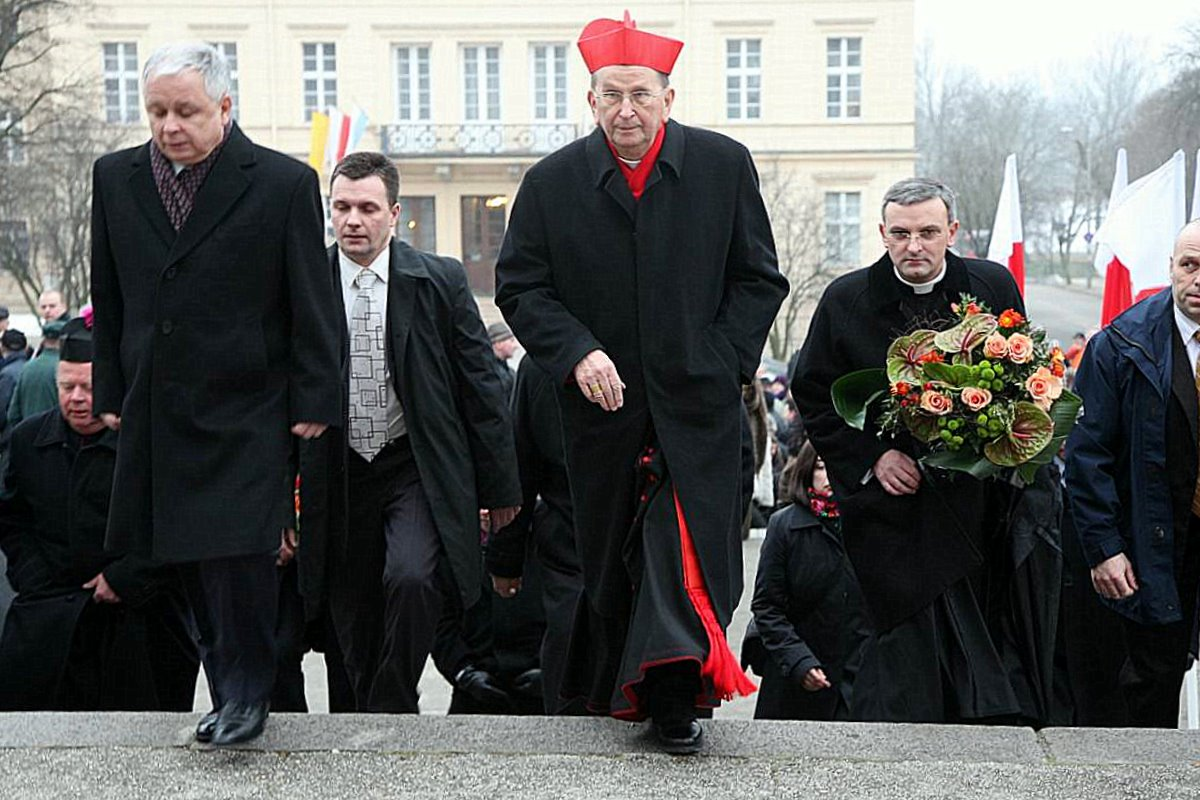
Emeritní arcibiskup hnězdenský, primas polský Henryk Muszyński v legátském purpuru (s Lechem Kaczyńským u pomníku knížete Boleslava Chrabrého

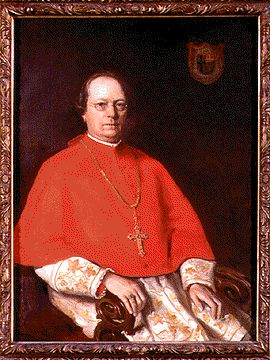
Někdejší arcibiskup kolínský Hubert Theophil Simar (1899–1902) v legátském purpuru

V různých dobách existovali různé druhy legátů:
- apokrisiář – byl v historii zvláštní papežský legát u byzantského císaře
- legatus natus – arcibiskupové pražští, salcburští, poznaňští (dříve hnězdenští) a kolínští nosí čestný titul legati nati, tj. rozených legátů; to je opravňuje k nošení kardinálského purpuru, ač kardinály dosud nejsou.
- legatus missus – legát-vyslanec

## Čestný titul
Někteří arcibiskupové získávali čestný titul tzv. „přirozeného legáta“ (latinsky legatus natus). Patřili mezi ně:
- arcibiskup salcburský
- arcibiskup hnězdenský
- arcibiskup ostřihomsko-budapešťský
- arcibiskup rýnskokolínský
- arcibiskup pražský

Výše jmenovaní legáti byli ze svého titulu oprávněni nosit „legátský purpur“ (ovšem pouze v rámci své domácí arcidiecéze/diecéze), i v případě, že nebyli kardinály. Pouze arcibiskup salcburský smí díky své hodnosti Primas Germaniae legátský purpur nosit i mimo svou diecézi. Podobnou výsadu má opět nově také arcibiskup hnězdenský, jenž je zároveň Legatus natus a Primas Poloniae. Tzv. „legátský purpur“ je v pozdější době shodný s barvami užívanými kardinály šarlatová červeň úřední oděv přirozeného legáta. Původně byl purpur tmavě fialové barvy, lehce do červena byl zabarven služební oděv.

## Současné užití
Současné kanonické i mezinárodní právo zná následující druhy legátů:
- legatus a latere – nejvyšší druh legáta, jenž musí být kardinálem (na úrovni velvyslance zvláštní mise, jenž má za úkol splnit konkrétní úkol, např. být prostředníkem ve vyjednávání mezi státy či účast na protokolárních akcích jako korunovace, pohřeb, slavnostní bohoslužby atd.). Tento legát má být jakýmsi "alter ego" (druhým já) papeže.
- Apoštolský nuncius – vyslanec s diplomatickým posláním, obyčejně titulární arcibiskup (na úrovni velvyslance), který je také (na základě vídeňské úmluvy) doyenem diplomatického sboru v dané zemi.
- pronuncius – vyslanec s diplomatickým posláním, obyčejně titulární arcibiskup (na úrovni velvyslance)
- internuncius – nuncius-diplomat druhého řádu (na úrovni vyslance)
- apoštolský delegát – reprezentant bez diplomatického statusu